# Elektrohydraulische Bremse
Die elektrohydraulische Bremse, oder auch SBC (Sensotronic Brake Control), ist ein Radbremssystem, bei dem der Hydraulikdruck für die Radbremsen durch ein elektrisches Signal geregelt wird. Dies ermöglicht gegenüber herkömmlichen rein hydraulischen Bremssystemen eine bessere Regelbarkeit der Bremsleistung und damit je nach Situation einen kürzeren Bremsweg.

## Funktionsweise
Bei der elektrohydraulischen Bremse wird der Fahrerwunsch elektronisch über eine Sensoren-Technik erfasst. Dabei ermittelt ein Wegsensor den zeitlichen Verlauf des Pedalwegs und daraus die Pedalgeschwindigkeit und -Beschleunigung. Zusätzlich wird über einen Drucksensor der Druckverlauf im Regelkreis erfasst. Daraus leitet das Steuergerät den Fahrerwunsch (Teilbremsung, Notbremsung usw.) ab und berechnet den in der momentanen Fahrsituation nötigen Solldruck für jede Radbremse. Das Steuergerät regelt eine Hydraulikeinheit, die für jedes Rad einen individuellen Bremsdruck aufbauen kann. Drucksensoren in jeder Radleitung ermitteln den Istdruck, sodass der Solldruck für jedes Rad einzeln nachgeregelt werden kann.
Der für die Versorgung der Bremsen nötige Druck wird durch eine Hochdruckpumpe erzeugt, der ein Druckspeicher zur Seite steht. Der Druckspeicher hält genug Energie in Form eines komprimierten Gases bereit, um das Fahrzeug auch bei Ausfall der Pumpe mindestens einmal bis zum Stillstand abzubremsen. Oft kommt noch ein elektrischer Energiespeicher mit Kondensatoren zum Einsatz, der das System auch bei Ausfall der Bordspannung noch eine gewisse Zeit versorgen kann.
Im Gegensatz zum konventionellen Bremssystem hat der Fahrer bei diesem System keinen direkten sensorischen Kontakt mehr zu den Radbremsen. Ein Simulator erzeugt das bekannte Bremspedalgefühl, welches bei konventionellen Bremsen als Gegenkraft durch den Hydraulikdruck der Bremsflüssigkeit vom Hauptbremszylinder bis zu den Radbremsen verursacht wird. Bei einem Ausfall des Steuersystems wird über Ventile wie bei einer konventionellen Bremse eine direkte – jedoch unverstärkte – Verbindung zwischen dem Hauptzylinder und den Radzylindern der Vorderachse hergestellt.

## Vorteile

### Sicherheit
Die elektrohydraulische Bremse ermöglicht kürzere Bremswege durch Ausnutzen der dynamischen Achslastverlagerung (elektronisches Fahrwerk) sowie schnelleres Ansprechen der Bremse.
Ein weiterer Vorteil besteht darin, dass die pulsierende Rückwirkung auf das Pedal bei ABS-Regelung entfällt. Untersuchungen haben gezeigt, dass Fahrzeuglenker vor Schreck über das pulsierende Bremspedal häufig die Bremskraft reduzieren und so Bremsweg verschenken. Dieses Verhalten kann durch die Verwendung elektrohydraulischer Bremsen verhindert werden.

## Nachteile
Im Gegensatz zu konventionellen Bremssystem ist die Anlage von elektrischer Energie abhängig. Fehler in der Energieversorgung können zum Ausfall der Bremse führen. Im Notlaufprogramm des Bremssystems ist das Fahrzeug praktisch nicht mehr nutzbar.
Abhängig von bestimmten Parametern wie Anzahl der Bremsvorgänge, Häufigkeit von Bremsflüssigkeitswechseln etc. berechnet die Fahrzeugsoftware, dass die SBC-Pumpe defekt sein könnte und schaltet das Fahrzeug in den Notlauf, falls die Einheit nicht getauscht wird (3150–4100 Euro, Stand 2023). Wann der Tausch ansteht, ist für den Nutzer nicht erkennbar. Dies ist aber gerade für den Gebrauchtfahrzeugmarkt von Bedeutung.
Es gibt Geräte, um die Anzeige der Erneuerungsbedürftigkeit zurückzustellen. Dieses Vorgehen wird aber nicht empfohlen, da die Betriebssicherheit des Systems dadurch unkalkulierbar wird.
Bei elektrohydraulischen Bremssystemen sollte vor dem Tausch von Verschleißteilen wie Bremsscheiben und Bremsbelägen die automatische Belaganlegeroutine deaktiviert werden. Wird dies versäumt, kann es während der Montage zu einem systembedingten automatischen Druckaufbau kommen und den Monteur schwer verletzen.

## Komfort
Neben der erhöhten Verkehrssicherheit können mit elektrohydraulischen Bremssystemen Komfortfunktionen realisiert werden, die mit konventionellen Bremsen schwieriger oder nicht möglich sind. Vor allem das Sensotronic Brake Control (SBC) genannte System von Mercedes-Benz verfügt über umfangreiche Zusatzfunktionen:
Sobald Niederschlag erkannt wird, legt das SBC die Bremsklötze in regelmäßigen Abständen an die Bremsscheibe an, um den darauf haftenden Wasserfilm zu beseitigen und die Scheibe so trocken zu bremsen. Außerdem legt das SBC die Bremsklötze an die Scheibe an, wenn der Fahrer schlagartig vom Gas geht, um so bei einer eventuell folgenden Notbremsung die bestmögliche Verzögerung zu erzielen.
Zusätzlich verfügt das SBC-System über zwei SBC-Hold und SBC-Stop genannte Funktionen. Die Funktion des SBC-Hold besteht darin, das Fahrzeug bei Stillstand und Motorlauf (beispielsweise Warten an einer Ampel) gegen Wegrollen zu sichern und das Anfahren am Berg wesentlich zu vereinfachen. Es genügt, das Bremspedal einmal kräftig zu treten. Deaktiviert wird es automatisch beim Gasgeben bzw. nochmaligem Durchtreten der Bremse mit gleichem Pedalweg. SBC-Stop ist ein Stop-and-go-Assistent, der mittels Tempomatschalter aktiviert wird und bis zu einer Geschwindigkeit von 60 km/h das Bremsen selbständig übernimmt. Dies geschieht mit konstanter, relativ starker Verzögerung und ohne Einbeziehung weiterer Sensoren. SBC-Stop war in der E-Klasse (Baureihe 211) nur die ersten knapp zwei Modelljahre verfügbar und wurde danach ersatzlos entfernt.
Des Weiteren ermöglicht eine elektrohydraulische Bremse in Elektro- oder Hybridfahrzeugen, beispielsweise dem Toyota Prius, Bewegungsenergie in elektrische Energie umzuwandeln, welche in den Akkumulator gespeist wird, anstatt sie über die Bremsscheiben in nutzlose Wärme zu verwandeln. Erst bei starken Verzögerungen sowie bei geringen Geschwindigkeiten wird über die Bremsscheiben gebremst.

## Verwendung
Die erste elektrohydraulische Bremse für Fahrzeuge wurde von der japanischen Firma Advics (einer Tochtergesellschaft von Toyota) im Frühjahr 2001 im Toyota Estima Hybrid vorgestellt. Sie war ausschließlich auf dem japanischen Markt verfügbar.
Die erste weltweit verfügbare elektrohydraulische Bremse wurde von der Robert Bosch GmbH zusammen mit DaimlerChrysler entwickelt und im September 2001 auf der IAA in Frankfurt der Öffentlichkeit vorgestellt. Sie war als Sensotronic Brake Control in Mercedes-Benz-Fahrzeugen vom Typ SL (R 230), SLR (R 199), in der E-Klasse (W 211/S 211), im Mercedes CLS (C 219), sowie im Maybach 57 und 62 (W 240/V 240) im Einsatz. Als Besonderheit kamen beim Maybach zwei Hydroaggregate zum Einsatz, so dass an den Vorderrädern jeweils zwei redundante Bremskreise am Bremssattel vorhanden waren.
Wegen Fehlern im elektrohydraulischen Bremssystem musste Mercedes-Benz im Mai 2004 rund 680.000 Fahrzeuge der E- und SL-Klasse zurückrufen. Weitere Schwierigkeiten mit der zunächst als Superbremse titulierten Anlage führten 2005 zu einer der größten Rückrufaktionen in der Automobilgeschichte. Weltweit mussten etwa 1,3 Millionen Mercedes der E-, CLS- und SL-Klasse in die Werkstatt. Mit der Modellpflege 2006 wendete sich Mercedes bei der E-Klasse und bei der CLS-Klasse von der SBC ab und kehrte zum konventionellen Bremssystem zurück. In den SL- (R230) und Maybach-Fahrzeugen wurde SBC hingegen weiterhin bis zur Einstellung der Baureihen eingebaut.
Continental Teves stellte im Jahre 2000 einen Versuchsträger mit einem vergleichbaren System in einem modifizierten VW Golf vor, der aus 100 km/h einen Bremsweg von 30 m aufwies. Dies entspricht einer Bremsverzögerung von 12,86 m s−2 – üblich waren damals 38,5 m Bremsweg und 10,02 m s−2 Bremsverzögerung. In den USA ist ein elektrohydraulisches Bremssystem von Continental Teves seit 2003 im Ford Escape Hybrid im Serieneinsatz.
Toyota entwickelte die erste Generation seiner elektrohydraulischen Bremse (ECB) weiter und stellte die ECB II zum Modellwechsel 2003/2004 im Toyota Prius II vor. Im Prius II hat sich diese Technologie bewährt und es sind bisher keine Ausfälle bekannt geworden.
Bei der Toyota-Tochter Lexus kommt ebenfalls die elektrohydraulische Bremse von Advics im CT 200h, RX 400h, GS 450h, LS 460 und LS 600h zum Einsatz.

## Markteinführung
April 2001: ECB von Advics im Toyota Estima Hybrid (Japan)
September 2001: SBC von Bosch im Mercedes-Benz SL 500
2003: EHB von Continental Teves im Ford Escape Hybrid (USA)
Dezember 2003: ECB II von Advics im Toyota Prius II